# Malířský cech v Novém Španělsku

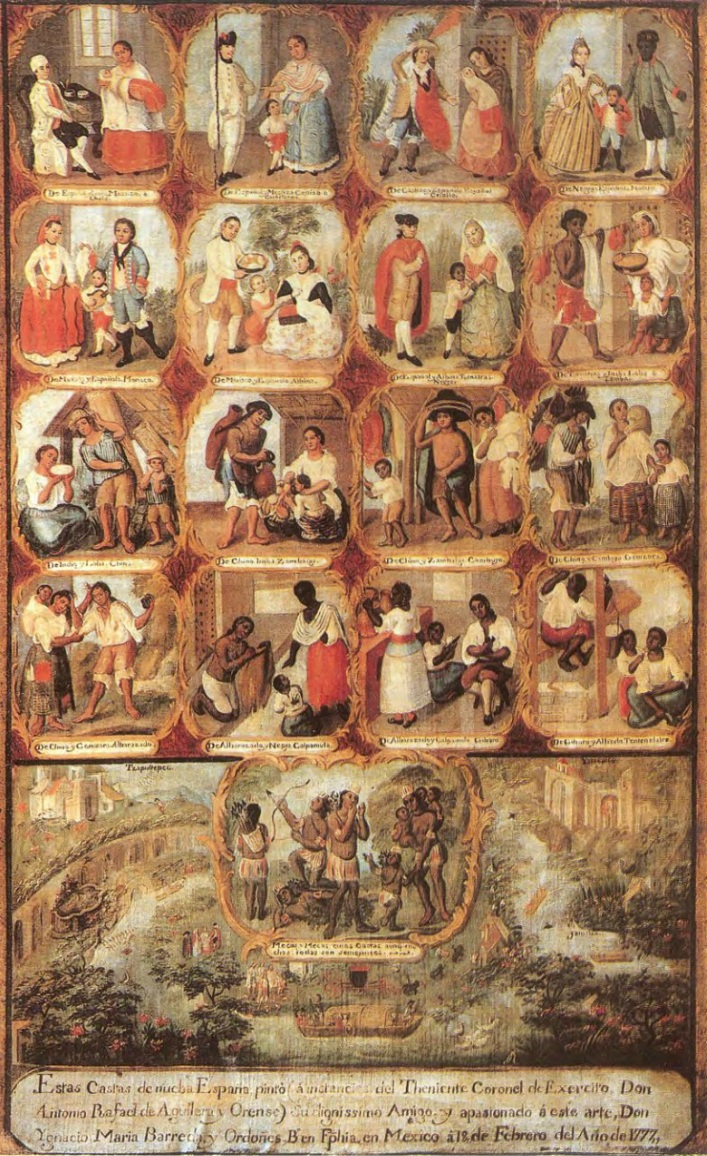
Ignacio María Barreda, Zobrazení systému Casta v Mexiku, rok 1777

Casta  - malířský cech založený na území Nového Španělska mezi lety 1519 a 1821, tedy v době, kdy Španělsko ovládalo rozsáhlé kolonie ve Střední a Severní Americe španělskými elitami.  

## Struktura
Struktura cechu Casta byla hierarchická. Mistr měl žáka, který pracoval za pokoj a stravu,  dokud nebyl považován za dostatečně kvalifikovaného, aby se mohl stát  nezávislým malířem.  Moriuchi říká: V rámci systému se mexičtí umělci často kopírovali. Několik kompozic, forem a témat se opakovalo mezi různými umělci a vytvářelo základní konvence pro jakýkoli žánr.  Proto i přes množství malířů v cechu Casta jsou si obrazy  natolik podobné, že se zdá, že patří  jedinému umělci. Změna a inovace byly vysoce kritizovány a obrazy tak zachovávaly  společný styl. 

## Účel
Účelem systému  v cechu Casta bylo zamezení míchání ras mezi španělskými, domorodými a africkými národy v koloniích Nového Španělska.  Z toho důvodu měl cech zvláštní pravidla pro uměleckou prezentaci jednotlivých ras. Pravidla Casta tak podporovala hierarchické uspořádání cechu. Nekvalifikovaní umělci vyzváni k otestování, zda jsou schopni ztvárnit  zadaná  témata. Tito méně kvalifikovaní umělci byli označováni jako indiáni bez ohledu na jejich rasovou příslušnost. To je příkladem toho, jak byla příslušnost jednotlivce k rase použita  jako kategorizační nástroj, který nemusel nutně souviset s realitou.

## Možnosti umělců
Cech také měl specifická pravidla určující kdo se může stát členem cechu a za jakých podmínek, a kam bude zařazen v systému cechu.  Byly vyžadovány přísné testy pro umělce, kteří žádali o vstup do gildy. Navíc v samotném systému Casta docházelo ke korupci, která jednotlivcům umožnila zaplatit za vyšší pozici, i když nebyly splněny požadavky na jeho umělecké schopnosti. 